# 후지타케 쓰요시
후지타케 쓰요시(일본어: 藤武 剛, 1998년 11월 8일~)는 일본의 축구 선수이다.

## 구단 경력
그는 2021년 J3리그의 테게바자로 미야자키에 입단했다. 2024년 일본 풋볼 리그의 아틀레티코 스즈카로 이적했다.